# Junta Coordinadora de Cofradías de la Semana Santa de Zaragoza
La Junta Coordinadora de Cofradías de la Semana Santa de Zaragoza se crea en 1948 ya que el creciente número de cofradías penitenciales, hace necesaria la coordinación de las diversas procesiones. Entre sus funciones, es responsable de la organización del Pregón (sábado previo al Domingo de Ramos) y de los Concursos y Exaltaciones de Instrumentos de Semana Santa.
El órgano de gobierno supremos es la Asamblea General de Hermanos Mayores, Presidida por el Hermano Mayor de la  Muy Ilustre, Antiquísima y Real Hermandad de la Preciosísima Sangre de Nuestro Señor Jesucristo y Madre de Dios de Misericordia que a su vez, delega en una Junta de Gobierno, como órgano ejecutivo, elegible cada cuatro años. Su sede canónica es la iglesia de Santa Isabel de Portugal.

## Cofradías y hermandades
Hay 25 cofradías y hermandades en Zaragoza pertenecientes a la Junta Coordinadora de Cofradías que por fecha de fundación son:
- Muy Ilustre, Antiquísima y Real Hermandad de la Preciosísima Sangre de Nuestro Señor Jesucristo y Madre de Dios de Misericordia (1280)
- Real, Muy Ilustre y Antiquísima Cofradía de la Esclavitud de Jesús Nazareno y Conversión de Santa María Magdalena (1759)
- Congregación de Esclavas de María Santísima de los Dolores (1866)
- Cofradía de Nuestra Señora de la Piedad y del Santo Sepulcro (1937)
- Cofradía de la Entrada de Jesús en Jerusalén (1938)
- Cofradía de Jesús Camino del Calvario (1938)
- Cofradía del Descendimiento de la Cruz y Lágrimas de Nuestra Señora (1939)
- Real, Pontificia, Antiquísima, Ilustre, Franciscana y Penitencial Hermandad y Cofradía del Señor Atado a la Columna y de Nuestra Señora de la Fraternidad en el Mayor Dolor (1940)
- Cofradía de las Siete Palabras y de San Juan Evangelista (1940)
- Cofradía de Nuestro Señor en la Oración del Huerto (1942)
- Cofradía de Nuestro Padre Jesús de la Agonía y Nuestra Señora del Rosario en sus Misterios Dolorosos o del Silencio (1944)
- Cofradía de la Institución de la Sagrada Eucaristía (1946)
- Real y Calasancia Cofradía del Prendimiento del Señor y el Dolor de la Madre de Dios (1947)
- Cofradía del Santísimo Ecce Homo y Nuestra Señora de las Angustias (1948). Este año se funda la Junta de Cofradías.
- Hermandad de San Joaquín y de la Virgen de los Dolores (1949)
- Cofradía de la Coronación de Espinas (1951)
- Cofradía de la Crucifixión del Señor y de San Francisco de Asís (1952)
- Cofradía de Nuestra Señora de la Asunción y  Llegada de Jesús al Calvario (1953)
- Real Hermandad de Cristo Resucitado y Santa María de la Esperanza y del Consuelo (1976)
- Cofradía de la Exaltación de la Santa Cruz (1987)
- Cofradía de Jesús de la Humillación, María Santísima de la Amargura, San Felipe y Santiago el Menor (1991)
- Cofradía de Cristo Abrazado a la Cruz y de la Verónica (1992)
- Hermandad y Cofradía de Nazarenos de Nuestro Señor Jesús de la Humildad entregado por el Sanedrín y de María Santísima del Dulce Nombre (1993)
- Hermandad de Cristo Despojado de sus Vestiduras y Compasión de Nuestra Señora (2007)
- Cofradía de Jesús de la Soledad ante las Negaciones de San Pedro y de San Lamberto (2017)

## Enlaces de interés
- Wikimedia Commons alberga una categoría multimedia sobre Junta Coordinadora de Cofradías de la Semana Santa de Zaragoza.
- Estatutos pdf
- Ayuntamiento de Zaragoza - Semana Santa en Zaragoza
- semanasantazaragoza.com  Archivado el 30 de agosto de 2011 en Wayback Machine.
- asociacionlarotonda.com  Archivado el 16 de abril de 2021 en Wayback Machine.
- aragonculturalycofrade.com
- asemta.tk
- capirotesyterceroles.blogspot.com
- Imágenes
- tercerol.com
- terceroles.net  Archivado el 12 de marzo de 2008 en Wayback Machine.

- Datos: Q29570632